# Phycosecis limbata
Phycosecis limbata is een keversoort uit de familie Phycosecidae. De wetenschappelijke naam van de soort is voor het eerst geldig gepubliceerd in 1781 door Fabricius.